# Mais où est donc passé mon poney ?
Pour plus de détails, voir Fiche technique et Distribution.
Mais où est donc passé mon poney ? (titre original : Ride a Wild Pony) est un film américain réalisé par Don Chaffey, produit par Walt Disney Productions en 1975 sur un scénario de Rosemary Anne Sisson adaptant le roman A Sporting Proposition de James Aldridge

## Synopsis
L'histoire prend place en Australie où Scott, treize ans, se voit offrir un poney - qu'il nomme Taff - animal destiné à parcourir la dizaine de kilomètres qui sépare l'école de Scott à sa maison. Toutefois, le poney s'enfuit peu de temps après.
Lors de la fête du village, Scott pense avoir retrouvé son animal quand il voit Bo, animal ressemblant à Taff, qui appartient en réalité à Josie, fille d'une famille très riche du village. C'est pourquoi Scott souhaite reprendre l'animal, pensant qu'il lui appartient réellement.
Finalement, les deux enfants, Scott et Josie, deviennent amis et se partagent l'animal.

## Fiche technique
- Titre original : Ride a Wild Pony
- Titre français : Mais où est donc passé mon poney ?
- Réalisation : Don Chaffey, assisté de Mark Egerton
- Scénario : Rosemary Anne Sisson d'après A Sporting Proposition de James Aldridge
- Musique : John Addison, Marcus Dods (orchestration)
- Image : Jack Cardiff
- Son :  John Heath, Ken Barker, Graham V. Harstone (ré-enregistrement)
- Montage : Peter Boita (supervision image), Mike Campbell (image), Peter Best (son)
- Directeur artistique : Robert Hilditch
- Costumes : Judith Dorsman
- Maquillages : Monica Dawkins
- Coiffures : Ricquette Holfstein
- Responsable d'équipe : Sue Milliken
- Continuité : Gilda Baracchi
- Producteur : Jerome Courtland, Ron Miller (exécutif), Fred Harding (comptable)
- Société de production : Walt Disney Productions
- Pays de production :  États-Unis
- Langue : Anglais
- Format : Couleurs (Technicolor) - 1,75:1  - 35 mm - Son : Mono (RCA Photophone Sound Recording)
- Genre : Comédie dramatique
- Durée : 91 minutes
- Dates de sortie : 
  - Australie : 2 novembre 1975
  - États-Unis : 25 décembre 1975 (Los Angeles, Californie), 26 mars 1976 (Nationale)

Sauf mention contraire, les informations proviennent des sources concordantes suivantes : Leonard Maltin, Dave Smith, Mark Arnold et IMDb

## Distribution
- Michael Craig : James Ellison
- John Meillon : Charles E. Quayle
- Robert Bettles : Scott Pirie
- Eva Griffith : Josie Ellison
- Graham Rouse : Bluey Waters
- Alfred Bell : Angus Pirie
- John Meillon Jr. : Kit Quayle
- Roy Haddrick : J.C. Strapp
- Peter Gwynne : Sgt. Collins
- Melissa Jaffer : Mrs. Pirie
- Lorraine Bayly : Mrs. Ellison
- Wendy Playfair : Mrs. Quayle
- Elizabeth Alexander (en) : Miss Hildebrand (enseignante)
- Kate Clarkson : Jeannie Quayle
- Jessica Noad : Miss Elsie
- Neva Carr-Glynn : Miss Gwen (orthographié Neva Carr-Glyn)
- Gerry Duggan : cheminot
- John Fegan : médecin
- Phillip Ross, Martin Vaughan, , Harry Lawrence, Les Foxcroft, , Kevin Manser

Sauf mention contraire, les informations proviennent des sources concordantes suivantes : Leonard Maltin, Dave Smith, Mark Arnold et IMDb

## Sorties cinéma
Sauf mention contraire, les informations suivantes sont issues de l'Internet Movie Database.
- Australie : 2 novembre 1975
- États-Unis : 25 décembre 1975 (Los Angeles, Californie)[2], 26 mars 1976 (Nationale)[2]
- Royaume-Uni : 12 octobre 1976
- Brésil : 1976
- Uruguay : 10 février 1978 (Montevideo)

## Origine et production
Mais où est donc passé mon poney ? est l'adaptation du roman A Sporting Proposition de James Aldridge,,,. Le titre de travail du film était The Sporting Proposition .
Bien que basé sur une histoire australienne, le film a été initialement réécrit pour avoir un décor américain mais le producteur Jerome Courtland décide que le décor australien ne réduirait pas le potentiel de succès de cette production. Le film est donc tourné en Australie dans la ville historique de Chiltern avec une distribution d'acteurs majoritairement australienne, près de Wodonga dans la province de Victoria. C'est le premier film des studios Disney à être tourné en Australie.
Le tournage a débuté en octobre 1974 à Chiltern, et s'est achevé en novembre 1974. La ferme des Pirie utilise un décor dans la vallée d'Horton mais à 100 km de la première ville et donc l'équipe de tournage a été scindée en deux entre Barraba et Bingara. Pour le ranch des Ellison, l'équipe a utilisé la propriété historique du Belltrees Country House, un ranch de 20 000 acres (8 094 ha) près de Scone mais après la fin du séjour du Prince Charles.
Le film a coûté 1 million de dollar australien. Parmi les poneys utilisés, on peut noter plusieurs de la race Welsh. La ville fictive de Barambogie utilise le décor de la ville de Chiltern mais l'équipe a procédé à des rénovations des devantures et l'ajout de terre pour masquer les routes pavées, les habitants ayant servi de figurants. Une locomotive à vapeur de classe K avec ses wagons a été rafraîchie et amenée depuis Melbourne.
John Addison a composé deux chansons pour le film, Alexander's Ragtime Band et In the Good Old Summertime.

## Sortie et accueil
Le film sort d'abord en Australie le 2 novembre 1975 puis aux États-Unis le 25 décembre 1975 à Los Angeles en Californie avant une sortie nationale le 26 mars 1976. Le film a été diffusé dans l'émission The Wonderful World of Disney en février 1979,,.
Le film a été édité en vidéo en 1987.

## Analyse
Pour Mark Arnold, le film est charmant et se  regarde mieux qu'il ne se lit, probablement en raison de son tournage en Australie et non pas [en Californie comme] les productions Disney classiques de l'époque. Selon Arnold, l'histoire est simple mais efficace. Le studio avait l'espoir d'être nommé pour un Oscar ou un autre prix cinématographique mais semble être passé inaperçu.